# 大炊寮
大炊寮（おおいりょう/おおいのつかさ/おほい-）は、日本の律令制において宮内省に属する機関の一つである。大炊とは大飯炊（おおいかしぐ）の略称といわれる。唐名は、大倉署または導官署。

## 職掌
宮中で行われる仏事、神事の供物、宴会での宴席の準備、管理を分掌する。また、御料地の管理も行った。平安時代以降､頭は中原氏が世襲した。

## 職員
- 頭（従五位下相当 唐名:大倉令、導官令）一名
- 助（従六位上相当 唐名:主爨（しゅさん））一名
- 允（従七位上相当 唐名:大倉丞）一名
- 属（唐名:大倉史、導官史）
  - 大属（従八位下相当）一名
  - 少属（大初位上相当）一名
- 大炊部　炊飯・米の出納を行う品部
- 史生　新設
- 使部
- 直丁
- 駆使丁

## 供御院
大炊寮の史生が｢供御院預｣として監督した。供御とは天皇の食事であり、天皇、上皇、東宮、中宮など皇族の食事を調理すると共に食材を準備、管理する。